# جون كافاناف (نحات)
جون كافاناف (بالإنجليزية: John Cavanaugh)‏ هو نحات أمريكي، ولد في 20 سبتمبر 1921، وتوفي في 9 يناير 1985.